# Scripta Geologica
Scripta Geologica — научный голландский журнал для публикации оригинальных исследований в различных областях палеонтологии позвоночных и беспозвоночных, палеоботанике и палинологии, стратиграфии, петрологии и минералогии, включая гемологию. Статьи свободно доступны в формате PDF на правах лицензии Creative Commons Attribution 3.0.

## История
Журнал Scripta Geologica основан в 1881 году в Лейдене под названием Sammlungen des geologischen Reichsmuseums (1881—1923), затем менял своё наименование на Leidse Geologische Mededelingen в 1925 году (Leidsche Geologische Mededeelingen). С 1971 года последнее название печаталось параллельно с появившимся тогда впервые Scripta Geologica до 1985 года, когда осталось только современное именование этого журнала.
Издаётся музеем «Натуралис».

## ISSN
- ISSN: 0375—7587 (печатная версия)
- ISSN: 1876—2077 (электронная версия)[3]